# Hoceinia
Hoceinia là một đô thị thuộc tỉnh Aïn Defla, Algérie. Dân số thời điểm năm 2002 là 7.617 người.